# Iatromeccanica

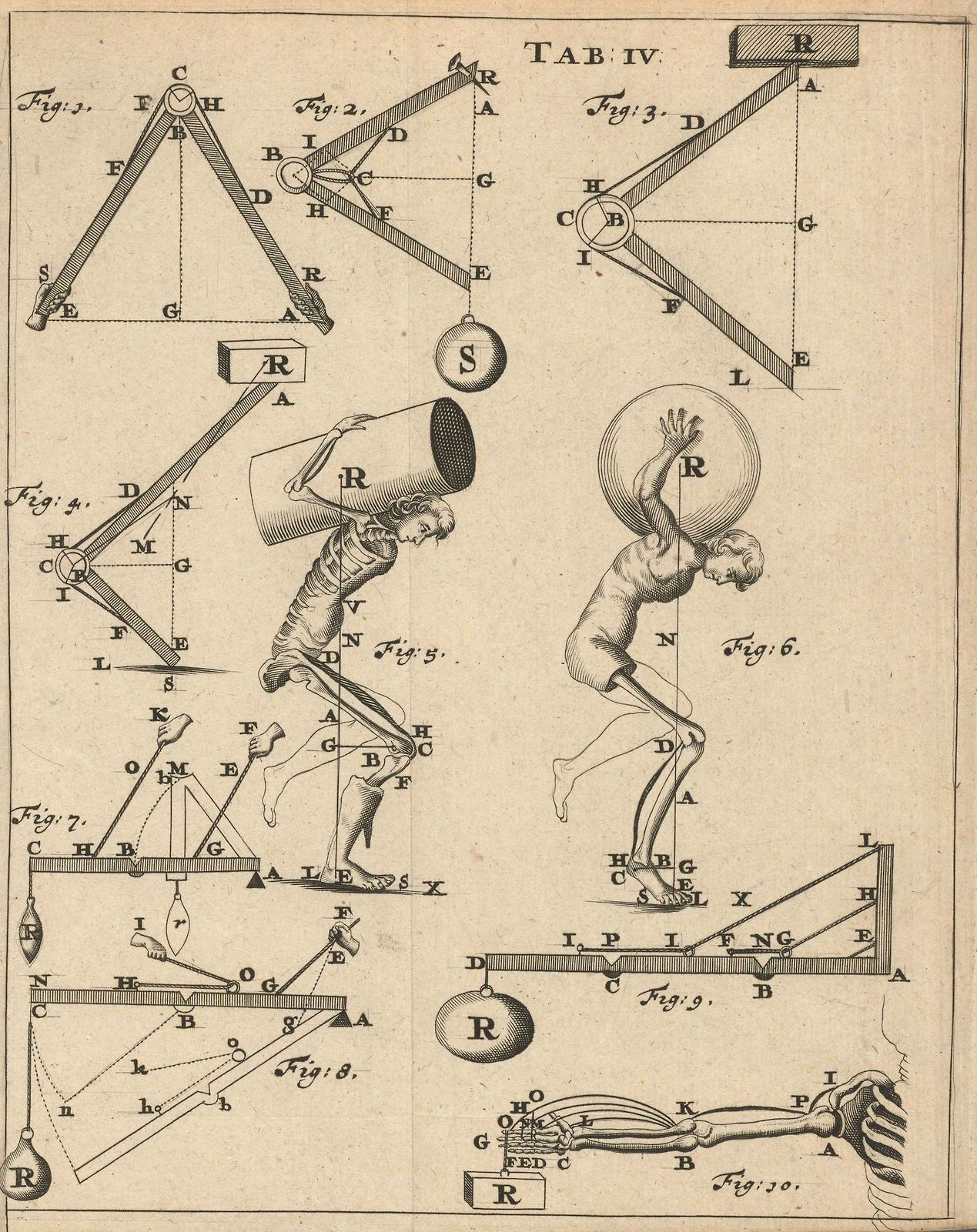
Illustrazione dal De moto animalium di Giovanni Alfonso Borelli (1685), che equipara l'organismo umano ad un assemblaggio di parti meccaniche, perfettamente analizzabili e misurabili

La iatromeccanica è una dottrina medica, elaborata nel XVII secolo da William Harvey ma consolidata da Marcello Malpighi nello stesso secolo, che interpreta l'organismo umano come un assemblaggio di macchine diverse, ciascuna con una struttura e un compito ben definito, analizzabile, spiegabile e misurabile. Questa concezione dell'organismo umano si discosta molto dalla "Teoria degli umori" di Ippocrate e dagli spiriti aristotelico-galenici. È un'interpretazione nuova e rivoluzionaria, nata anche dall'influenza delle ricerche galileiane del '600.

## Descrizione
La iatromeccanica sorge dalla forte convinzione degli scienziati moderni circa l'unità delle scienze, per cui i principi e le regole della meccanica si possono estendere e generalizzare non solo ai corpi inorganici ma anche al mondo della vita.
La disciplina in cui i principi del meccanicismo si applicheranno con maggior forza sarà la fisiologia, che assumerà il ruolo di disciplina biologica guida. Così come l'astronomia moderna supera Aristotele, la fisiologia moderna supera Galeno: in particolare, viene rivoluzionato il modo in cui si intende la relazione tra struttura anatomica e funzione fisiologica. Se per Galeno questa relazione era teleologica (cioè: è la provvidenzialità divina ad averci disposto ossa e tendini in un certo modo per un certo fine), per coloro che applicavano i principi della scuola di Galileo finalità e provvidenzialità in medicina non sono rilevanti. Compito dello scienziato moderno sarà andare oltre le spiegazioni finalistiche e studiare invece come la struttura sia causa, e le funzioni siano effetto, o in altre parole come la struttura determini la funzione.
Lo iatromeccanicismo entra in crisi nella seconda metà del Settecento, quando l'interesse per l'indagine strutturale degli organismi sembra declinare a favore della ricerca naturalistica. La sperimentazione sui fenomeni naturali mostra infatti istanze sempre meno riconducibili a leggi meccaniche universalmente valide. Casi emblematici sono il fenomeno della rigenerazione animale dell'idra di acqua dolce studiato da Trembley, o la ricrescita della testa delle lumache analizzata da Spallanzani - fenomeni entrambi irriducibili alle leggi della meccanica e che mostrano un mondo organico che sembra comportarsi diversamente da quello inorganico. Con la scoperta dei vari tipi di fibre (fibre irritabili e fibre sensibili) di Albrecht von Haller crolla poi l'idea delle machinule che Malpighi credeva essere tutte identiche tra loro e solo assemblate in modo diverso: gli "ingranaggi elementari" dei corpi organici non si possono più ricondurre a un tipo solo.